# Lijst van spelers van 1. FC Tatran Prešov
Deze lijst omvat voetballers die bij de Slowaakse voetbalclub 1. FC Tatran Prešov spelen of gespeeld hebben. De spelers zijn alfabetisch gerangschikt.

## A
- Marián Adam
- Jozef Adámik
- Khaled Al Rashidi
- Radoslav Augustín

## B
- Ľubomir Bajtoš
- Michal Baka
- Juraj Balaz
- Pavol Baláž
- Martin Baran
- Jakub Bartek
- Peter Bašista
- Vladimir Bednar
- Narek Beglaryan
- Ľuboš Belejík
- Tomás Bernády
- Bernardo
- Marian Bochnovic
- Zoltan Bognar
- Dejan Boljević
- Jozef Bomba
- Miloš Brezinský
- Jozef Bubenko
- Marek Bubenko
- Miloš Buchta

## C
- David Čep
- Jan Cepo
- Jozef Certik
- Kennedy Chihuri
- Lukas Chovan
- Pavol Cicman
- Cléber
- Petr Cmilansky
- Higor Coimbra

## D
- Jozef Danko
- Miroslav Danko
- Jakub Diviš
- Jozef Dolný
- Dejan Drakul
- Miroslav Drobnak
- Jozef Dzubara

## F
- Marek Fabula
- Marián Farbák
- Maroš Ferenc
- Peter Futej

## G
- Kazimír Gajdoš
- Rashid Galagberov
- Roman Gergel
- Tomas Gerich
- David Guba

## H
- Frantisek Hadviger
- Michal Hanek
- Robert Hanko
- Jakub Heidenreich
- Vladimir Helbich
- Peter Hlinka
- Peter Hlusko
- Richard Höger
- Marcel Horky
- Lukáš Hruška

## I
- Ľubomír Ivanko-Macej
- Matej Ižvolt

## J
- Patrik Jacko
- Andriy Jakovlev
- Peter Jakubech
- Martin Jakubko
- Milan Jambor
- Martin Jiránek
- Tomáš Josl
- Juanpe
- Bartolomej Juraško
- Pavol Jurčo

## K
- Richard Kačala
- Michal Kamenčík
- Tomas Kaplan
- Jan Karel
- Jozef Karel
- Peter Katona
- Jaroslav Keltos
- Jaroslav Kentos
- Petr Kobylik
- Róbert Kociš
- Radovan Kocurek
- Jaroslav Kolbas
- Mikuláš Komanický
- Branimir Kostadinov
- Josef Kostelník
- Jozef Kozlej
- Vladimír Kožuch
- Michal Krajník
- Jaroslav Kravárik
- Radek Krejcik
- Jan Krob
- Jiri Krohmer
- Jozef Kuchar

## L
- Miroslav Latiak
- Rastislav Lazorik
- Adrián Leško
- Dávid Leško
- Peter Leško
- Peter Lipták
- Anton Lisyuk
- Viliam Luberda
- Martin Lukac
- Viliam Macko
- Matúš Marcin
- Ľubomír Mati
- Rudolf Matta
- Ján Medviď
- Ľubomír Meszároš
- Jan Mucha

## N
- Miroslav Nemec
- Vladimir Nenadic
- Igor Novák
- Ján Novák

## O
- Mykhaylo Olefirenko

## P
- Ján Papaj
- Ladislav Pavlovič
- Matus Pekar
- Marek Penksa
- Ľuboš Perniš
- Boris Peškovič
- Peter Petráš
- Marek Petrus
- Robert Petrus
- Ales Pikl
- Michal Piter-Bučko
- Jakub Plánička
- Miroslav Poliaček
- Jaroslav Prekop
- Martin Pribula
- Pavel Pruša
- Marian Prusak
- Ľubomír Puhák
- Gejza Pulen

## R
- Rafael
- Ľubomír Reiter
- Albert Rusnák

## S
- Jan Safranko
- Michal Scasny
- Miroslav Seman
- Frantisek Semesi
- Peter Serbin
- Stanislav Šesták
- Andriy Shevchuk
- Marian Skalka
- Jan Slahor
- Peter Slicho
- Anton Soltis
- Alojz Spak
- Marek Spilar
- Ľuboš Štefan
- Lukás Štetina
- Roland Števko
- Jan Strausz
- Marian Strelec
- David Střihavka

## T
- Erik Takac
- Jozef Talian
- Lukas Tesak
- Milan Timko
- Stefan Toth

## V
- Jozef Valkucak
- Stanislav Varga
- Miroslav Viazanko
- Viliam Vidumsky
- Miroslav Vrabel
- Avdija Vršajević
- Martin Vyskočil
- Pavol Vytykac

## Z
- Peter Zahradnik
- Róbert Zeher
- Daniel Zitka
- Aleksandr Zitkov
- Štefan Zošák
- Libor Žůrek
- Vladislav Zvara